# العلاقات السعودية البوليفية
العلاقات السعودية البوليفية هي العلاقات الثنائية التي تجمع بين السعودية وبوليفيا.

## مقارنة بين البلدين
هذه مقارنة عامة ومرجعية للدولتين:
| وجه المقارنة                                              | السعودية        | بوليفيا                                          |
| --------------------------------------------------------- | --------------- | ------------------------------------------------ |
| المساحة (كم2)                                             | 2.25 مليون      | 1.10 مليون                                       |
| عدد السكان (نسمة)                                         | 33.00 مليون     | 11.05 مليون                                      |
| الكثافة السكانية (ن./كم²)                                 | 14.67           | 10.05                                            |
| العاصمة                                                   | الرياض، الدرعية | سوكري، لاباز                                     |
| اللغة الرسمية                                             | اللغة العربية   | اللغة الإسبانية، اللغة الأيمرية، كتشوا، غوارانية |
| العملة                                                    | ريال سعودي      | بوليفاريو بوليفي                                 |
| الناتج المحلي الإجمالي (بليون دولار)                      | 683.83 مليار    | 37.51 مليار                                      |
| الناتج المحلي الإجمالي (تعادل القوة الشرائية) بليون دولار | 1.69 تريليون    | 74.58 مليار                                      |
| الناتج المحلي الإجمالي الاسمي للفرد دولار أمريكي          | 20.48 ألف       | 3.08 ألف                                         |
| الناتج المحلي الإجمالي للفرد دولار أمريكي                 | 52.01 ألف       | 6.63 ألف                                         |
| مؤشر التنمية البشرية                                      | 0.837           | 0.662                                            |
| رمز المكالمات الدولي                                      | +966            | +591                                             |
| رمز الإنترنت                                              | .sa             | .bo                                              |
| المنطقة الزمنية                                           | ت ع م+03:00     | 00                                               |

## منظمات دولية مشتركة
يشترك البلدان في عضوية مجموعة من المنظمات الدولية، منها:
| علم المنظمة | اسم المنظمة                        | تاريخ انضمام السعودية | تاريخ انضمام بوليفيا |
| ----------- | ---------------------------------- | --------------------- | -------------------- |
|             | الاتحاد البريدي العالمي            | ?                     | ?                    |
|             | مؤسسة التنمية الدولية              | 30 ديسمبر 1960        | 21 يونيو 1961        |
|             | منظمة حظر الأسلحة الكيميائية       | ?                     | ?                    |
|             | منظمة التجارة العالمية             | 11 نوفمبر 2005        | 12 سبتمبر 1995       |
|             | الأمم المتحدة                      | 24 أكتوبر 1945        | 14 نوفمبر 1945       |
|             | وكالة ضمان الاستثمار متعدد الأطراف | 12 أبريل 1988         | 3 أكتوبر 1991        |
|             | منظمة الشرطة الجنائية الدولية      | 13 يونيو 1956         | ?                    |
|             | مؤسسة التمويل الدولية              | 18 سبتمبر 1962        | 20 يوليو 1956        |
|             | الاتحاد الدولي للاتصالات           | 7 فبراير 1949         | 1 يونيو 1907         |
|             | البنك الدولي للإنشاء والتعمير      | 26 أغسطس 1957         | 27 ديسمبر 1945       |
|             | يونسكو                             | 4 نوفمبر 1946         | 13 نوفمبر 1946       |

## وصلات خارجية
- موقع وزارة الخارجية السعودية
- موقع وزارة الخارجية البوليفية